# SV Ottfingen
Der SV Ottfingen (offiziell: Sportverein 1931 Ottfingen e.V.) ist ein Sportverein aus der Gemeinde Wenden im westfälischen Kreis Olpe. 1988 zog die Fußballabteilung in die erste Hauptrunde des DFB-Pokals ein.

## Historie
Der Verein wurde 1931 in das Vereinsregister eingetragen, nachdem schon einige Jahre zuvor im Ort gemeinsam Fußball gespielt wurde. Aus anfänglich nur einer einzigen Fußballseniorenmannschaft unter dem Dach des SVO entstanden im Laufe der Jahrzehnte viele neue Abteilungen. Fußball wird mittlerweile in zwei Seniorenmannschaften gespielt, hinzu kommen zahlreiche Jugendmannschaften und eine große Breitensportabteilung.

## Erfolge
Der größte Erfolg der Fußballmannschaft ist sicherlich der Einzug in die erste Hauptrunde des DFB-Pokals im Jahr 1988. Unter Trainer Werner Schumacher war der damalige Tabellenführer der Fußball-Bundesliga VfB Stuttgart Gegner der Ottfinger. Das Spiel wurde am 6. August 1988 im Siegener Leimbachstadion ausgetragen, wo Stuttgart u. a. mit Stürmer Jürgen Klinsmann vor 13.500 Zuschauern mit 5:0 gewann. Im Jahre 2013 stieg der SVO in die siebtklassige Landesliga Westfalen auf, musste aber prompt wieder absteigen. Zehn Jahre später gelang der erneute Aufstieg in die siebthöchste Spielklasse. 2025 stieg die Mannschaft wieder in die Bezirksliga ab.

## Persönlichkeiten
- Michael Kügler
- Florian Schnorrenberg